# Fläckig tinamo
Fläckig tinamo (Nothura maculosa) är en fågel i familjen tinamoer inom ordningen tinamofåglar.

## Utseende och läte
Fläckig tinamo är en liten sandfärgad tinamo. Den är mestadels gulaktig undertill. Ovan är den kryptiskt tecknad på rygg och huvud med en blandning och ljusa och mörka fjädrar. Sången består av ett upprepat "tchip" eller en utdragen insektslik drill.

## Utbredning och systematik
Fläckig tinamo delas numera in i åtta underarter:
- N. m. cearensis – södra Ceará i nordöstra Brasilien
- N. m. major – inre regionerna av Brasilien i Minas Gerais, Goiás och angränsande Bahia
- N. m. paludivaga – centrala Paraguay och norra och centrala Argentina
- N. m. maculosa – sydöstra Brasilien till östra Paraguay, Uruguay och nordöstra Argentina
- N. m. pallida – fuktiga gräsmarker i Gran Chaco, i nordvästra Argentina
- N. m. annectens – fuktiga gräsmarker i östra Argentina
- N. m. submontana – foten av Anderna i sydvästra Argentina (från Neuquén till Chubut)
- N. m. nigroguttata – slätten i södra och centrala Argentina (från Rio Negro till sydöstra Neuquén)
- N. m. chacoensis – Gran Chaco i nordvästra Paraguay samt norra och centrala Argentina.

Underarten chacoensis urskiljdes tidigare som den egna arten "chacotinamo".

## Levnadssätt
Fläckig tinamo hittas mestadels i naturliga gräsmarker och savann, men kan också påträffas i jordbruksbygd. Lokalt kan den vara vanligt förekommande men är svår att upptäcka.

## Status och hot
Arten har ett stort utbredningsområde, men tros minska i antal, dock inte tillräckligt kraftigt för att den ska betraktas som hotad. Internationella naturvårdsunionen IUCN listar arten som livskraftig (LC).

## Bilder

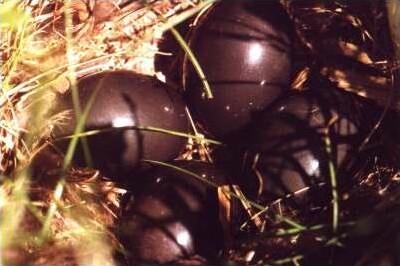
Kull med ägg.
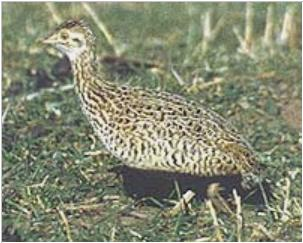
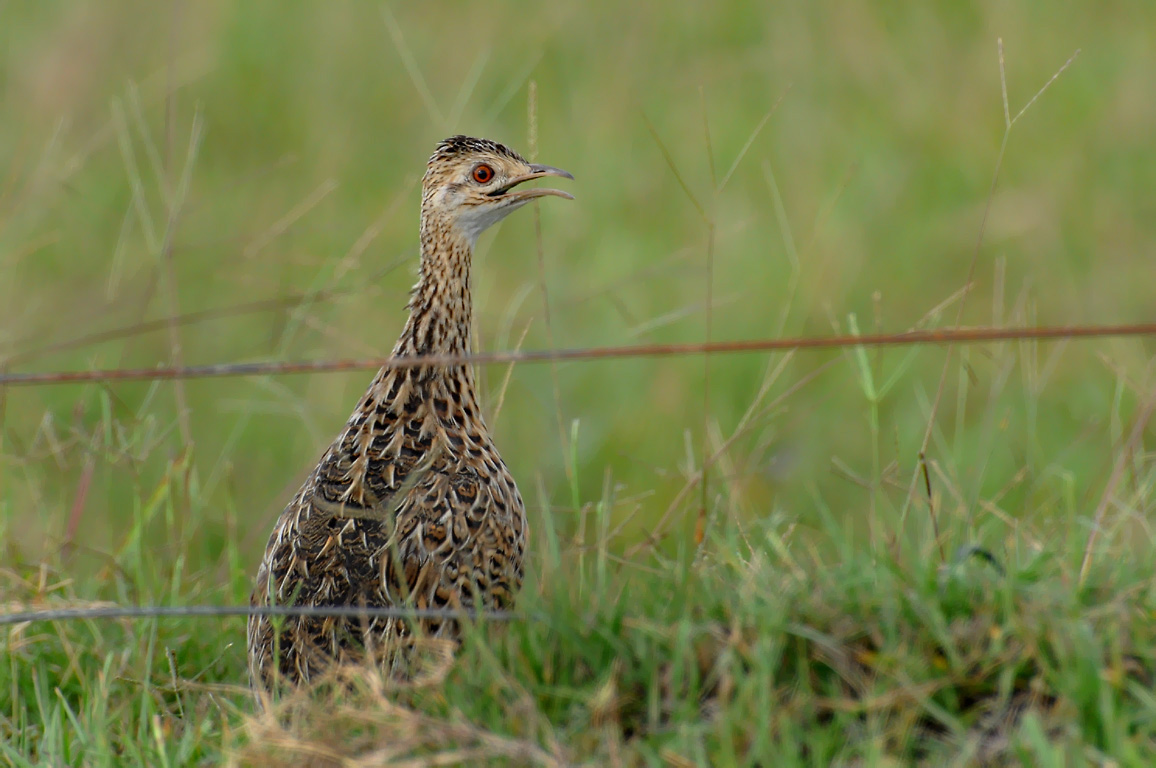